# 새뮤얼 은나마니
새뮤얼 요녜디카츄 은나마니(영어: Samuel Onyedikachuwu Nnamani, 1995년 6월 3일 ~ )는 나이지리아의 축구 선수이다. 포지션은 공격수이다.
전남 드래곤즈 소속 당시 등록명은 사무엘이었지만, 부천 FC 1995에서는 은나마니를 사용했다.